# Morti nel 1979/Senza giorno specificato
| Questa pagina contiene informazioni ricavate automaticamente dalle voci biografiche con l'ausilio del template Bio e di un bot. L'aggiornamento è periodico e automatico e ricostruisce completamente la pagina. Se manca una persona in questa lista, sei pregato di non aggiungerla, ma accertati piuttosto che la sua voce biografica contenga il template Bio e che i dati anagrafici siano correttamente compilati. Se il template Bio manca, inseriscilo tu stesso o, in alternativa, metti l'avviso {{tmp\|Bio}} che ne segnala la mancanza. Se i dati riportati sono sbagliati, correggi direttamente la voce biografica; le modifiche saranno visibili in questa lista entro pochi giorni. Per chiarimenti vedi il progetto biografie. La lista contiene solo le 86 persone che sono citate nell'enciclopedia e per le quali è stato implementato correttamente il template Bio. Pagina aggiornata al 3 mar 2024. |

- Adile Hanimsultan, principessa ottomana (n. 1900)
- Orazi, pittore francese (n. 1906)
- Viorica Agarici, infermiera rumena (n. 1886)
- Emiliano Aguado, saggista e drammaturgo spagnolo (n. 1907)
- Lis Ahlmann, designer danese (n. 1894)
- Antonio Alberghini, scultore italiano (n. 1888)
- Italo Alfaro, regista e sceneggiatore italiano (n. 1928)
- Fabio Allegreni, ingegnere e politico italiano (n. 1892)
- Leif Erland Andersson, astronomo svedese (n. 1944)
- Bruno Balbis, bibliotecario italiano (n. 1911)
- Ennio Barberini, politico e militare italiano (n. 1897)
- Sante Bartolai, partigiano e presbitero statunitense (n. 1917)
- Enrico Bassano, commediografo, critico teatrale e giornalista italiano (n. 1899)
- Cirillo Bertazzoli, pittore italiano (n. 1902)
- Richard Bird, attore e regista inglese (n. 1895)
- Chester Ittner Bliss, statistico statunitense (n. 1899)
- Leo Britt, attore inglese (n. 1908)
- Vladimiro Cajoli, scrittore, giornalista e saggista italiano (n. 1911)
- Paolo Canali, doppiatore e politico britannico (n. 1911)
- Livio Castiglioni, architetto e designer italiano (n. 1911)
- Arthur Reginald Chater, generale inglese (n. 1896)
- Pasquale Columbro, politico italiano (n. 1920)
- Ottavio Cornaggia Castiglioni, archeologo e museologo italiano (n. 1907)
- Cram, compositore e paroliere italiano (n. 1905)
- Luigi Dal Pane, storico italiano (n. 1903)
- Emanuele Di Giovanni, pittore italiano (n. 1887)
- Ali El-Said, calciatore egiziano (n. 1908)
- Antonio Enzi, sciatore alpino e allenatore di sci alpino italiano (n. 1948)
- Max Eschle, illustratore tedesco (n. 1890)
- Egons Feldbergs, calciatore lettone (n. 1902)
- Celso Emilio Ferreiro, poeta spagnolo (n. 1914)
- Julius Futterman, ingegnere e inventore statunitense
- Émile Gagnan, ingegnere francese (n. 1900)
- Alejandro González Roig, cestista e allenatore di pallacanestro uruguaiano (n. 1907)
- Jaime González Ortiz, calciatore colombiano (n. 1938)
- Sof'ja Goslavskaja, attrice russa (n. 1890)
- Didier Groffier, pittore belga (n. 1912)
- Ivon Hitchens, pittore britannico (n. 1893)
- Anton Hofer, designer austriaco (n. 1888)
- Stefan Mykhailovich Kozik, astronomo russo (n. 1902)
- Martin Krugman, criminale statunitense (n. 1919)
- Antonio Lara, musicista italiano (n. 1886)
- William Lehman, calciatore statunitense (n. 1901)
- Antonio Lezza, giornalista italiano (n. 1895)
- Lamberto Lippi, calciatore italiano (n. 1915)
- Silvia Forti Lombroso, scrittrice e superstite dell'Olocausto italiana (n. 1889)
- Giuseppe Mainardi, calciatore e allenatore di calcio italiano (n. 1919)
- June Mansfield, danzatrice statunitense (n. 1902)
- Luigi Manzoni, poeta e imprenditore italiano (n. 1892)
- Giovanni Mariga, anarchico e partigiano italiano (n. 1899)
- Antonio Marzullo, latinista e traduttore italiano (n. 1898)
- Luigi Menardi, alpinista italiano (n. 1925)
- Pantelis Michanikos, poeta cipriota (n. 1926)
- Zygmunt Muchniewski, politico polacco (n. 1896)
- Paul Nelson, architetto francese (n. 1895)
- Francesco Paolo Nitti, storico e ufficiale italiano (n. 1914)
- Marie Nordstrom, attrice statunitense (n. 1886)
- Tetsuo Ōba, allenatore di pallacanestro giapponese (n. 1903)
- Augusto Panighi, progettista e architetto italiano (n. 1908)
- Sergio Penazzi, fagottista e direttore d'orchestra italiano (n. 1934)
- Alexandru A. Philippide, scrittore rumeno (n. 1900)
- Vittorio Picelli, sindacalista italiano (n. 1893)
- Ermanno Pittigliani, pittore, incisore e scultore italiano (n. 1907)
- Aldo Pomini, criminale e scrittore italiano (n. 1911)
- Daniele Ponchiroli, curatore editoriale, scrittore e filologo italiano (n. 1924)
- Violet Richardson Ward, docente statunitense (n. 1888)
- Rodgers e Hammerstein, compositore statunitense (n. 1902)
- Emil Rupp, fisico tedesco (n. 1898)
- Gioacchino Scaduto, politico e giurista italiano (n. 1898)
- Alfredo Di Romagna, pittore italiano (n. 1913)
- Walter Schachtitz, pallanuotista austriaco (n. 1887)
- Isacco Sciaky, filosofo greco (n. 1896)
- Daniele Serra, tenore italiano (n. 1886)
- Antonio Servadei, entomologo italiano (n. 1908)
- John Gordon Skellam, statistico britannico (n. 1914)
- Mindaugas Šliūpas, cestista lituano (n. 1919)
- Ivo Soli, scultore italiano (n. 1898)
- Guglielmo Tagliacarne, statistico italiano (n. 1893)
- Mario Vellani Marchi, pittore italiano (n. 1895)
- Richard Vogt, ingegnere aeronautico tedesco (n. 1894)
- Elven Webb, scenografo statunitense (n. 1910)
- René Willien, fotografo, alpinista e scrittore italiano (n. 1916)
- Italo Zingarelli, giornalista italiano (n. 1891)
- Giuseppe de Blasio, giornalista italiano (n. 1892)
- Franco de Gironcoli, medico e poeta italiano (n. 1892)
- Juana de J. Sarmiento, politica e attivista colombiana (n. 1899)